# Heinkel HeS 40
Le Heinkel HeS 40, de l'allemand : « Heinkel Strahltriebwerke » (« Moteur à réaction Heinkel »), était un moteur à réaction à volume constant expérimental conçu par l'équipe d'Adolph Müller, chez Heinkel, démarrant vers 1940 ou 1941. Il était basé sur l'architecture du HeS 30, mais remplaçait les tubes à flammes conventionnels par des modèles agrandis incluant de larges soupapes, qui isolaient les chambres pendant la combustion. La combustion à volume constant, similaire au cycle de Beau de Rochas (moteur à 4 temps) utilisé dans de nombreux moteurs, est considérablement plus efficace que le cycle de Brayton utilisé dans les moteurs à réaction typiques

## Conception
La conception était basée sur celle du HeS 30, non-seulement pour rendre les pièces plus facilement disponibles, mais aussi pour permettre de réaliser plus facilement des comparaisons directes entre les deux moteurs. Les principaux changements étaient la réduction du taux de compression à environ 2 : 1 (au lieu des 2,8 : 1 du HeS 30), et l'ajout des nouvelles chambres de combustion. Ces dernières étaient considérablement plus grosses que les originales, entraînant une réduction de leur nombre de dix à seulement six. Les queues de soupapes d'étiraient vers l'avant du moteur, à l'intérieur de carénages aérodynamiques installés dans la zone d'entrée d'air derrière le compresseur.
Le cycle opérationnel du moteur était quelque peu similaire à celui d'un moteur à six cylindres conventionnel. De l'air légèrement comprimé, comme sur une automobile dotée d'un turbocompresseur, était véhiculé dans les cylindres, puis enfermé dedans à l'aide des soupapes, puis mélangé au carburant et enflammé. Au moment de la combustion, la pression dans les chambres devenait bien plus élevée, bien que l'on n'ait jamais su quel était le réel taux de compression de ce moteur. Les gaz chauds étaient ensuite expulsés vers la turbine pour en extraire la puissance, au lieu d'un piston sur un moteur automobile. Bien qu'il y aurait eu quelques pertes de charge pendant la période de la combustion, et que le concept aurait été légèrement moins efficace que le vrai cycle à quatre temps, il aurait quand-même été plus efficace qu'un turboréacteur traditionnel, au prix certes d'une certaine complexité.

## Historique
Il apparaît que le HeS 40 n'a jamais été construit, et n'est resté qu'un concept sur le papier. Sa conception fut arrêtée vers 1942, à une période à laquelle le HeS 30 faisait de bons progrès.